# Goldberyll

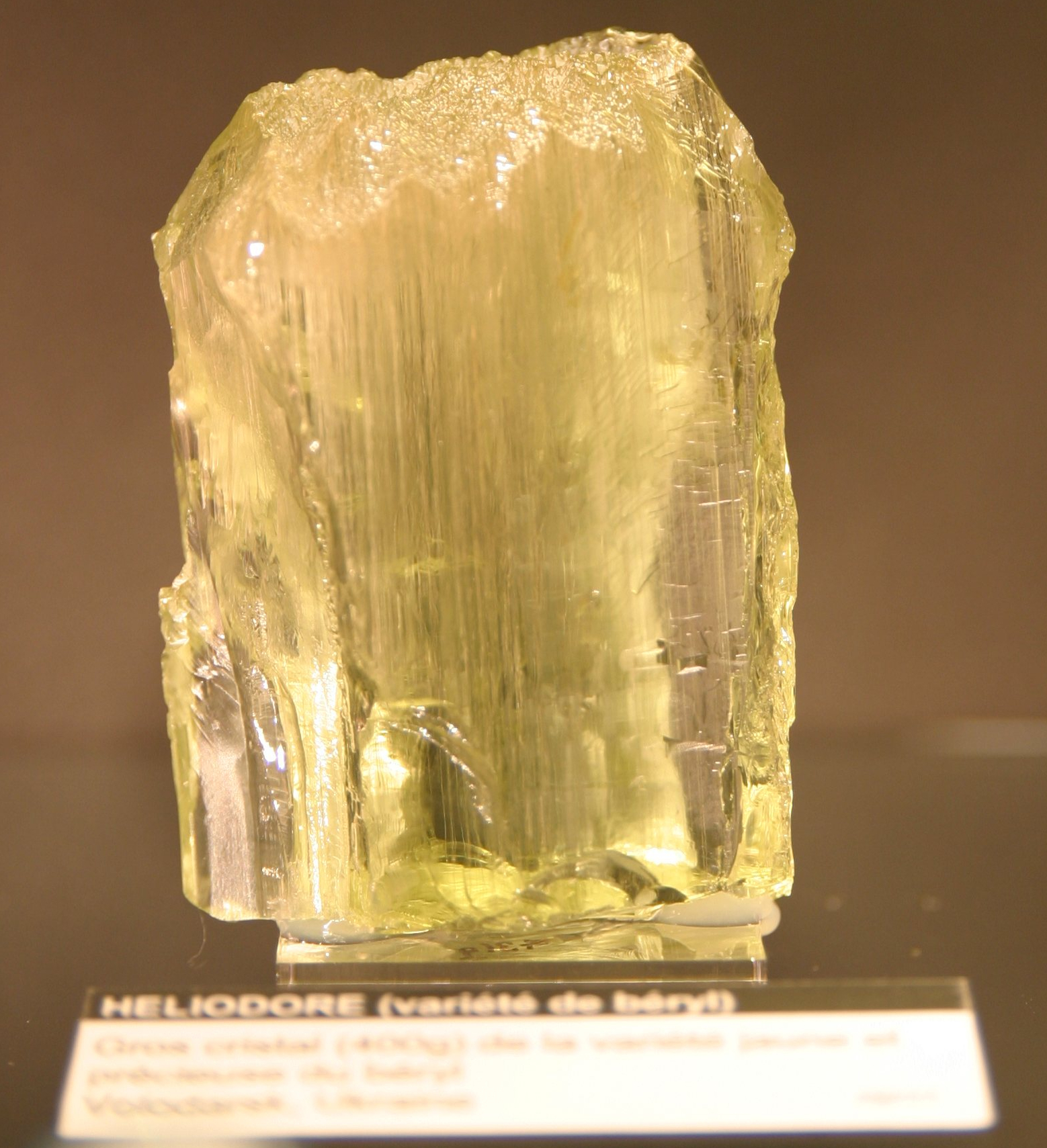
Goldberyll (Heliodor)

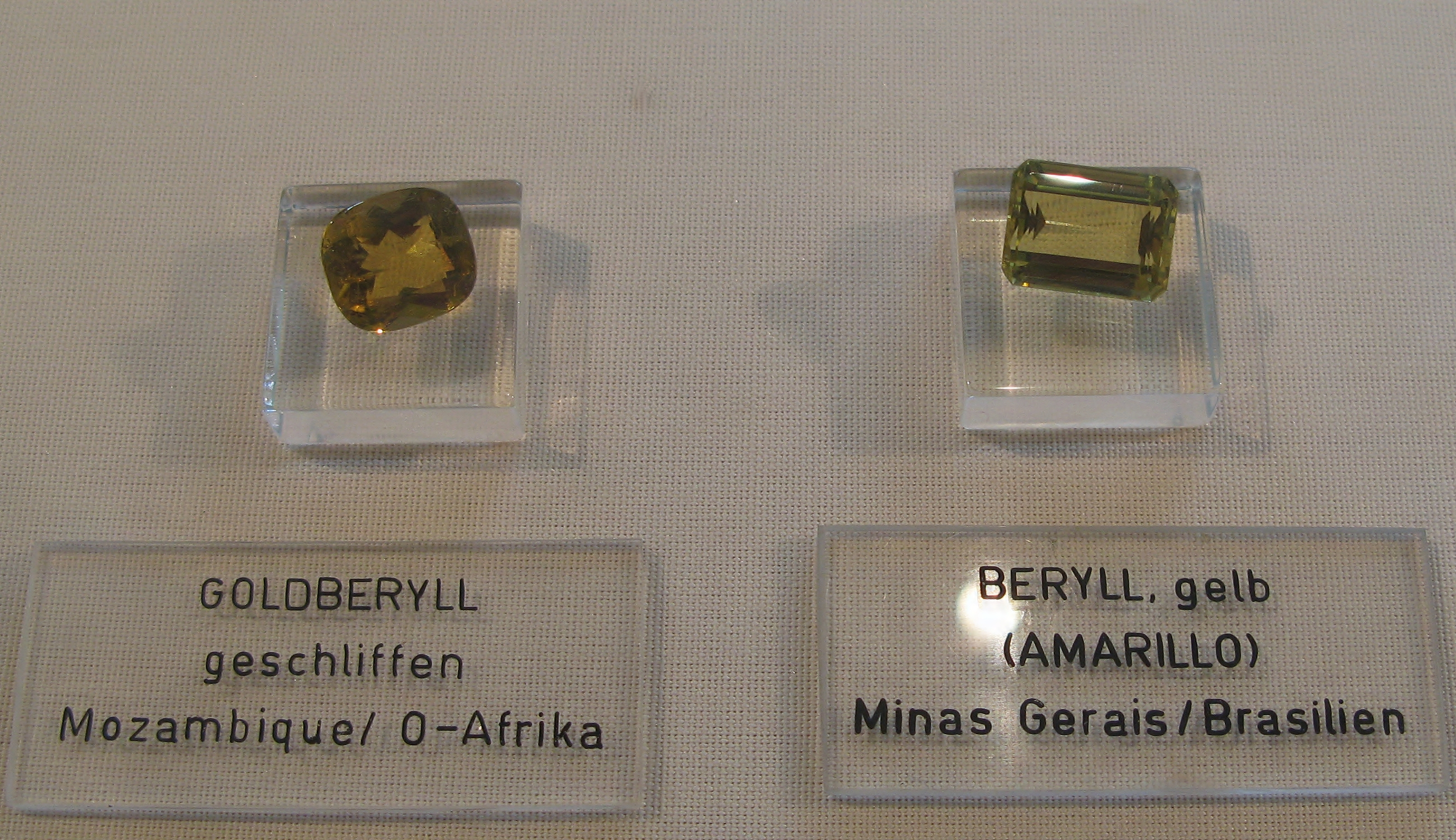
Goldberyll im Ceylon-Schliff und gelber Beryll (Amarillo) im Treppenschliff

Der Goldberyll ist eine hellgelbe bis grünlichgelbe (Heliodor) Varietät des Minerals Beryll (Be3Al2[Si6O18]). Seine chemischen und physikalischen Eigenschaften stimmen mit denen der anderen Beryllvarietäten überein. Im Gegensatz zum Smaragd hat er allerdings nur selten Einschlüsse.

## Farbe
Die gelbe Farbe des Goldberyll entsteht, wenn das in der chemischen Formel oktaedrisch strukturierte Aluminium durch Fe3+ ersetzt wird. Sie kann aber in der Natur auch durch Emission von alpha-, beta- und gamma-Strahlung benachbarter, radioaktiver Minerale wie Zirkon, Columbit, Uraninit oder andere erzeugt beziehungsweise verstärkt werden. Aufgrund der Strahlung ionisiert Fe2+ zu Fe3+, wobei die vormals blaue Farbe allmählich über grünlichblau nach gelb umschlägt.

## Fundorte und Entdeckung
Goldberyll findet man meist in den gleichen Edelsteinlagerstätten wie den Aquamarin. Die wichtigsten Fundorte sind Sri Lanka und Südwestafrika.
Goldberyll wurde vermutlich erstmals 1912 in der Rössing-Mine im damaligen Deutsch-Südwestafrika (heutiges Namibia) gefunden. Die Zeitschrift Die Woche schreibt 1913 von dem „neuen deutschen Edelstein Heliodor“:

„Deutsch-Südwestafrika, unsere sooft mit Unrecht geschmähte Kolonie, der wir schon recht erhebliche Diamantfunde verdanken, hat der Welt einen neuen Edelstein geschenkt, den ‚Heliodor‘, dessen Entdeckung wir eigentlich dem Zufall verdanken.“

Man brachte den Stein in die Edelsteinschleifereizentrale nach Idar-Oberstein, wo ihn der Juwelier und Mineraloge Wilhelm Lucas von Cranach untersuchte und ihm den Namen Heliodor gab. Laut Cranach handelte es sich tatsächlich um einen bislang unbekannten Stein, der trotz seiner Goldfärbung nicht mit dem Goldberyll zu verwechseln sei. Die Farbgebung des Goldberylls führte er fälschlich auf Chromoxid zurück, die des Heliodors auf Eisenoxid. Kaiser Wilhelm II. gefiel der Stein so gut, dass er ihn mit „der Farbe schönen alten Moselweins“ verglich.

## Verwendung als Schmuckstein

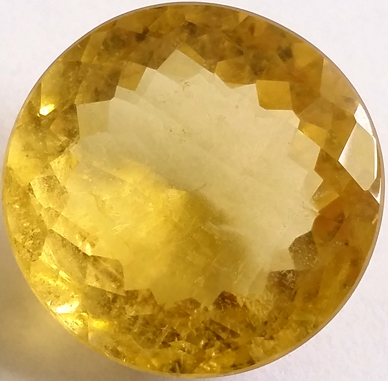
Goldgelb gefärbter, geschliffener Goldberyll (25,15 × 13,66 mm)

Goldberyll oder Heliodor werden ebenso wie die anderen Edelberylle zu Schmucksteinen verarbeitet und erhält dabei überwiegend einen Facettenschliff. Um den Bedarf an kräftig goldgelben Steinen zu decken, werden blassgelbe Rohsteine mithilfe künstlich erzeugter ionisierender Strahlung verstärkt.
Seine Wärmeempfindlichkeit stellt jedoch hohe Ansprüche an die Verarbeitung – schon ab einer Temperatur von 250 °C tritt eine Entfärbung auf, so dass der Beryll erblasst.